# Cover Me (pjesma)
"Cover Me" je pjesma Brucea Springsteena objavljena na njegovu albumu Born in the U.S.A. iz 1984.

## Povijest
"Cover Me" je bila jedna od prvih pjesama snimljenih za vrijeme dugog snimanja koje je iznjedrilo album, a zapravo je snimljena u demoverziji, kao pjesma koja je trebala biti proslijeđena disko kraljici Donni Summer. Međutim, Springsteenov menadžer Jon Landau je čuo rezultat i shvatio kako je kombinacija Springsteenova rock impulsa, strastvenog gitarskog sola i snažnog plesnog beata potencijalni hit, pa je zadržao pjesmu u originalnoj verziji za nadolazeći Springsteenov album. Donna Summer je umjesto nje dobila "Protection".  Springsteen je čak snimio duet s pjevačicom, ali on nikad nije objavljen. Springsteen i dalje nije bio siguran u "Cover Me", a Landau se morao konstantno svađati s njim kako bi ju uključio na album.
Pjesma se krajem 1984. popela na 7. poziciju Billboardove ljestvice singlova. Bio je to drugi od rekordnih sedam singlova s albuma Born in the U.S.A. koji se probio među deset najuspješnijih. Za pjesmu nije sniman spot.

## Remiksevi
Nastavljajući s klupskim pogotkom kakvog je ostvario s pjesmom "Dancing in the Dark", Arthur Baker je skladao 12-inčni "Undercover Mix" singla "Cover Me". Bila je to velika transormacija: bas dionica je uklonjena, vraćen je neiskorišteni prateći vokal Jocelyn Brown, a dodani su reggae i dub elementi. Objavljena je 15. listopada 1984.
Kao što je to bio slučaj s prethodnim uratkom, rezultat nije zadovoljio Springsteenove privrženije obožavatelje, ali pjesma se puštala u klubovima; remiks je zauzeo 11. poziciju na Billboardovoj ljestvici plesne i klupske glazbe.

## Popis pjesama

### 7-inčni singl
1. Cover Me - 3:26
2. Jersey Girl - 6:40 ili manje

B-strana singla, "Jersey Girl", bila je koncertna izvedba pjesme Toma Waitsa, snimljena 9. srpnja 1981. u Continental Airlines Areni. Springsteen je predstavio pjesmu na domaćem koncertu tijekom The River Toura kojim je otvorena dvorana.
Na različitim primjercima singla trajanje pjesme varira, ponekad bez recitalnog uvoda.

### 12-inčni singl
1. "Cover Me" (Undercover Mix) - 6:09
2. "Cover Me" (Dub 1) - 4:02
3. "Cover Me" (Radio Mix) - 3:46
4. "Cover Me" (Dub 2) - 4:15

## Povijest koncertnih izvedbi
Springsteen nije bio siguran kako izvoditi "Cover Me" na koncertu pa se tijekom Born in the U.S.A. Toura pojavljivala neredovito. Zatim ju je, inspiriran remiksom Arthura Bakera, rearanžirao kako bi počinjala i završavala tihim, prijetećim, produženim, odzvanjajućim segmentom: u takvom aranžmanu nova prateća pjevačica E Street Banda Patti Scialfa je zavijala isječak pjesme "Nowhere to Run" sastava Martha and the Vandellas, dok je Springsteen odgovarao "Cuh ... vuh ... me-ee-ee", nakon čega bi se pjesma pretvorila u gitaristički standard za Springsteena i Nilsa Lofgrena. "Cover Me" tako je postala posebna pjesma na turneji, obično otvarajući drugi set, a spomenuta verzija uključena je na album Live/1975-85.
"Cover Me" je nastavila biti standardna selekcija na turneji Tunnel of Love Express iz 1988., ali i na etapi "Other Band" Toura iz 1992. (sada bez dionice Patti Scialfe). Nakon prosinca 1992. je izostavljena, a do svibnja 2007. nikad se više nije mogla čuti na Springsteenovim koncertima. Prvi put nakon toga je izvedena u St. Louisu 23. kolovoza 2008. Pjesma je do 2008. izvedena 300 puta.

## Vanjske poveznice
- Stihovi "Cover Me"  Arhivirana inačica izvorne stranice od 9. ožujka 2009. (Wayback Machine) na službenoj stranici Brucea Springsteena